# Galgaguta
Galgaguta je obec v Maďarsku v župě Nógrád. Žije zde 598 obyvatel. Rozkládá se na ploše 15,89 km² a v roce 2010 zde žilo 642 obyvatel.

## Historie
Název pochází ze jména Guta, které je nejistého původu. Podobné názvy osad se vyskytují v Polsku, Srbsku a Bosně.
První písemná zmínka o Galgagutě pochází z roku 1309, kde je uváděn jako Gutha. Prvními známými majiteli obce byli členové rodu Gutai. V roce 1309 se uvádí jméno Istvána Gutaie, který byl služebníkem Benedeka, syna Kyliana z Bágyonu, a koupil pozemky v Bágyonu.
V roce 1326 daroval Kisgutu král Karel Robert Makowovi, synovi Miklóse Mohporaie, který byl na královském dvoře. Panství předtím patřilo Popovým synům Gervasiovi a Tomášovi, kteří zemřeli bez dědice. Proti tomuto daru se při inauguraci postavili Miklós a János, synové Jánose Nagygutaie, a Ivanův syn István, ale v roce 1327 se Nagygutaiové s Mikóvalem Mohoraiem smířili a Kisgutu rozdělili na dvě části.
Na počátku 20. století patřilo k okresu Sziráki župy Nógrád.
V roce 1910 zde žilo ze 705 obyvatel 201 Maďarů a 501 Slováků. Z nich bylo 135 římskokatolického vyznání, 549 evangelického a 14 izraelitského.